# تعاونية الجازولي (الجزولي)
تعاونية الجازولي هو دُوَّار يقع بجماعة لمجاعرة، إقليم وزان، جهة طنجة تطوان الحسيمة في المملكة المغربية. ينتمي الدوّار لمشيخة الجزولي التي تضم 9 دواوير. يقدر عدد سكانه بـ 196 نسمة حسب الإحصاء الرسمي للسكان والسكنى لسنة 2004.

## روابط خارجية
- البوابة الوطنية للجماعات الترابية نسخة محفوظة 12 مارس 2018 على موقع واي باك مشين.
- المندوبية السامية للتخطيط